# Фольтлаге
Фольтлаге (нім. Voltlage) — громада в Німеччині, розташована в землі Нижня Саксонія. Входить до складу району Оснабрюк. Складова частина об'єднання громад Ноєнкірхен.
Площа — 42,35 км2. Населення становить 1811 ос. (станом на 31 грудня 2021).

## Галерея

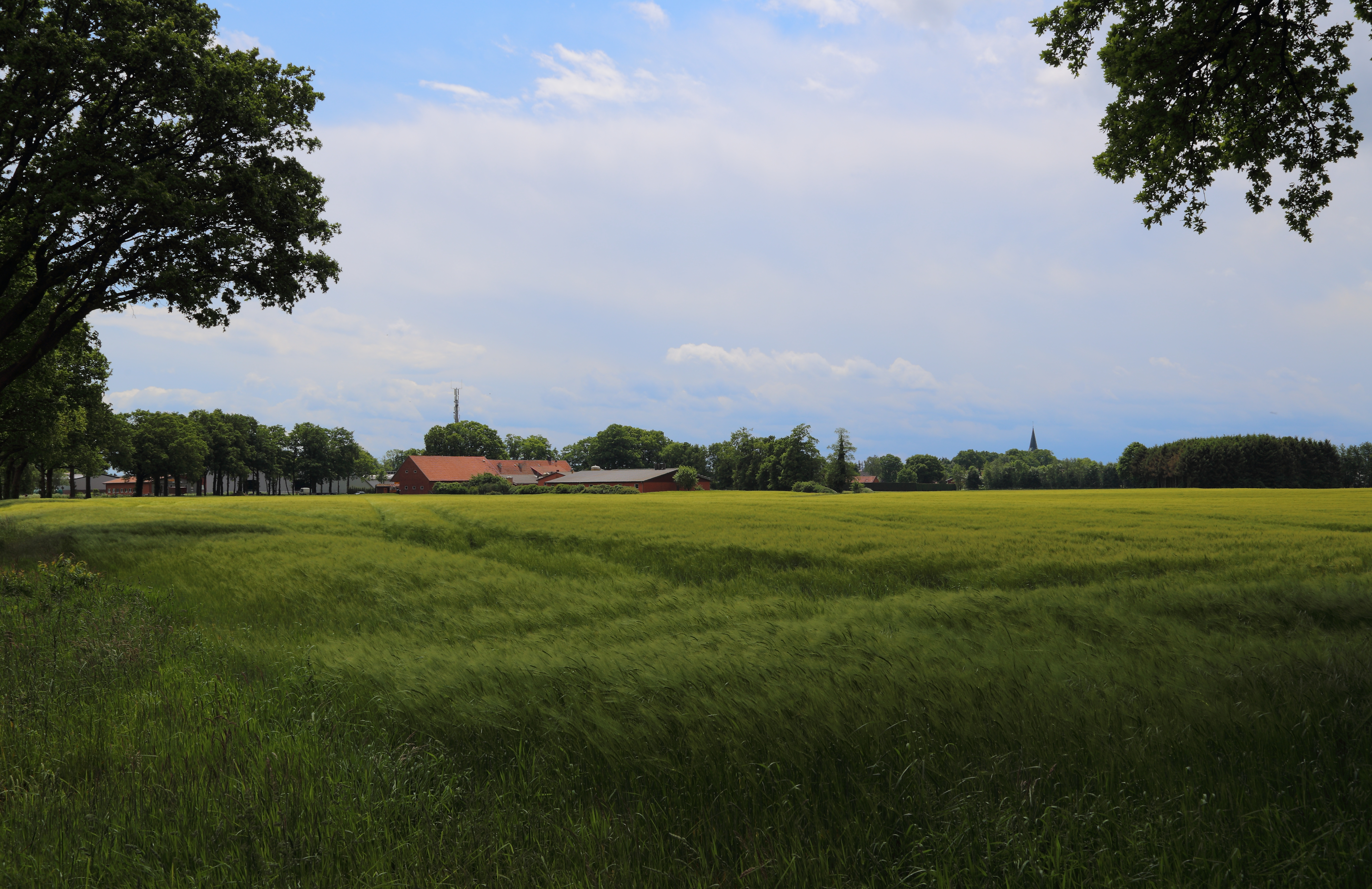
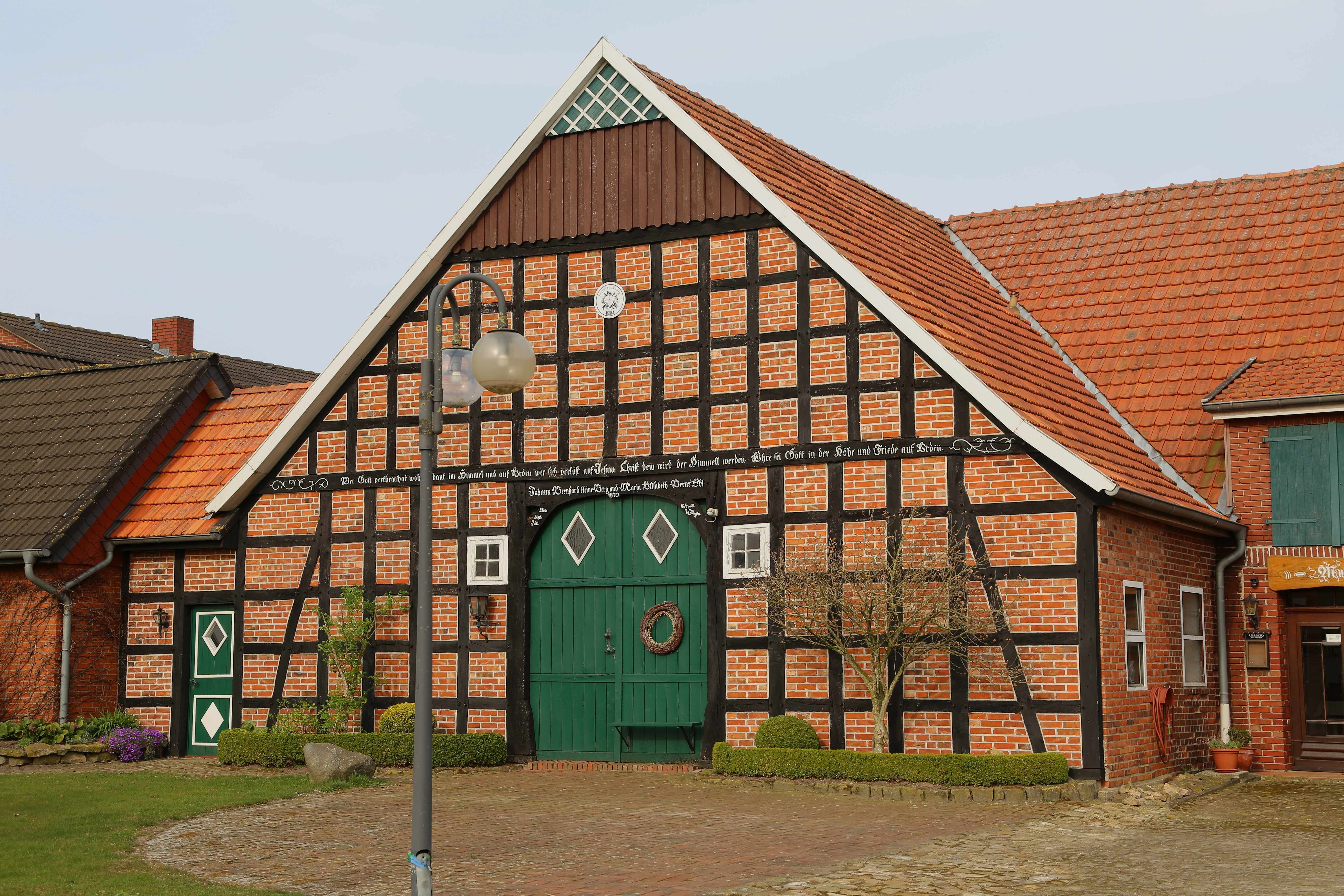
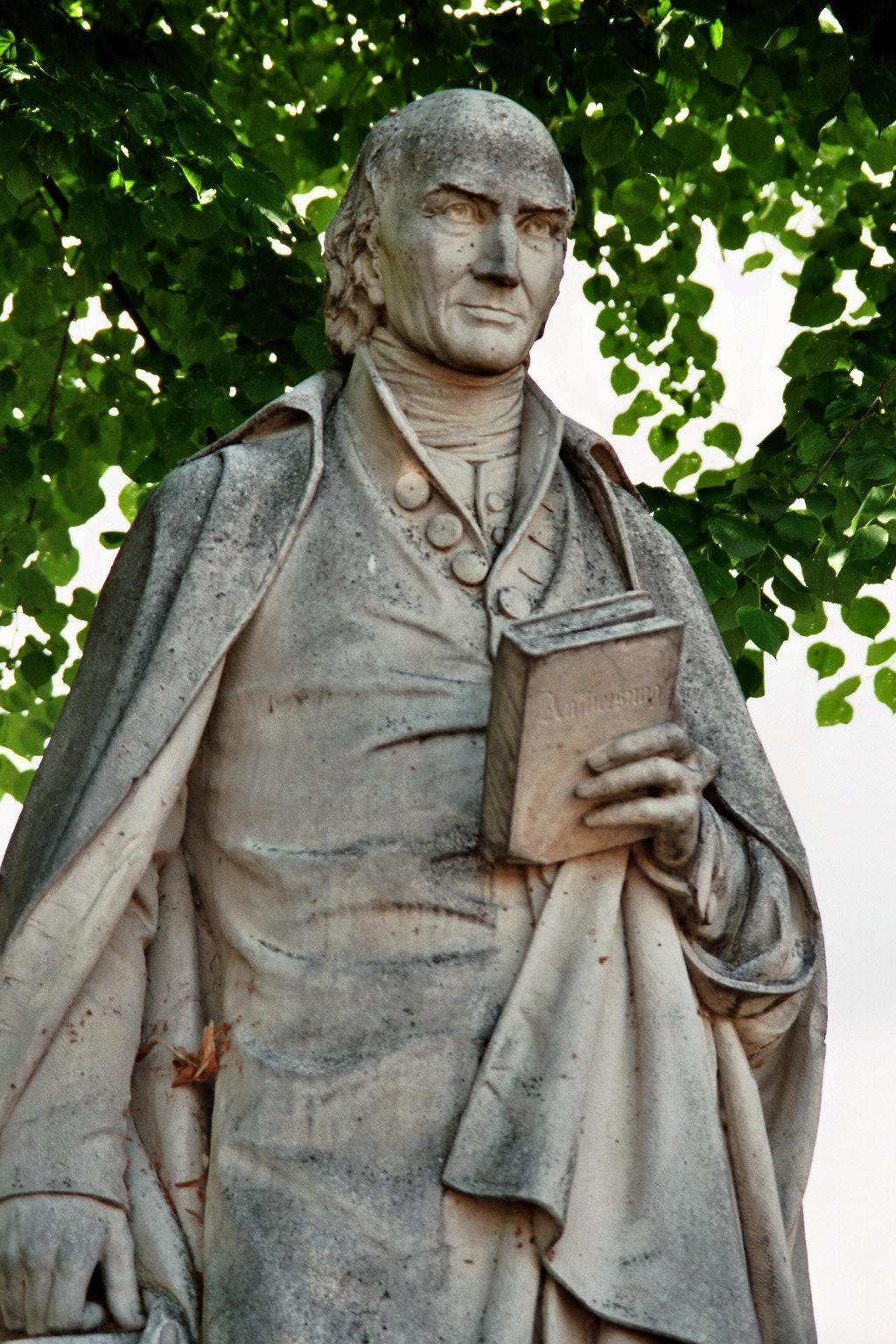